# Helena Sundén
Marie Helena Sundén, född 9 april 1980, är en svensk jurist.
Helena Sundén läste juridik vid Stockholms universitet och avlade juristexamen 2003. Hon har arbetat i åtta år som konsult på, och senare vd för, konsultföretaget Global Advice Network Sweden.[källa behövs] Hon var från början av 2013 till slutet av 2016 generalsekreterare på Institutet mot mutor i Stockholm. Vid årsskiftet 2016/2017 tillträdde hon som compliance manager på Skanska. Från 2020har hon arbetat som compliance officer och kanslichef på rättskansliet vid Karolinska Universitetssjukhuset. Helena Sundén var i denna roll en av de ansvariga i processen att motivera det uppmärksammade avskedet av förlossningsläkaren Karin Pettersson. 